# Бой при Нигрита
Боят при Нигрита е въоръжен сблъсък между българи и гърци на 20 – 24 февруари (5 – 9 март по нов стил) 1913 г., по време на Първата балканска война. Макар че двете страни са формални съюзници във войната срещу Османската империя, скоро след завземането на Солун (края на октомври 1912 г.) се заражда вражда помежду им за разпределяне на завзетите земи. И българи, и гърци претендират, че първи са завзели градчето Нигрита (североизточно от Солун, до устието на Струма) и затова имат право да го владеят и занапред.

## Ход на военните действия
В средата на февруари в района се стига до престрелки заради опит на българска рота в пристанището Чаяз (Чаяджъ) да попречи на разтоварването на гръцки кораб без митническа проверка. Гърците прекъсват снабдяването и изолират ротата от главните български сили в Сяр. Македонският военен губернатор генерал Михаил Вълков изпраща подкрепления за обезпечаване на комуникациите с пристанището. На 20 февруари, преди подкрепленията да стигнат Нигрита, българското подразделение в града е разбито – част от него е взето в плен, а друга част си пробива път на север, към Фиток.
Отрядът, изпратен от Вълков (пет роти, два ескадрона и 4 оръдия), е спрян от гърците при Черпища на 17 февруари. Срещу българския отряд гърците разполагат със 130 души, командвани от лейтенант Ставрианопулос и офицерите Кордоянис, Гардикас Гяланопулос и Папакостас. Гърците заемат височините около Черпища, с основна точка – височината Платануда. В тяхна помощ пристига местна милиция. Битката започва в два часа следобед, като постоянните атаки на българите са отблъснати успешно и в крайна сметка те не успяват да влязат в Нигрита. От гръцка страна има 16 убити и много ранени. През нощта боят утихва.
След нови престрелки, на 23 февруари българският отряд отстъпва на север, за да защити моста над Струма край Орляк. Преследващите гръцки войски са отблъснати, но на 25 февруари българите се оттеглят на левия бряг на Струма, като задържат в свои ръце мостовете северно от Нигрита. На същия ден въоръжените действия са прекратени.

## Резултат
Данните за броя на участниците и на жертвите в конфликта са противоречиви. Според гръцката страна при Нигрита се бият над 900 българи с две оръдия срещу 800 гърци без артилерия. По български данни гърците разполагат с 1200 редовни войници и 4000 души милиция от местното гръцко население. Българската страна дава 22 убити и 100 пленени, а гръцката (по български данни) около 300 убити и ранени.
В опит да предотвратят ескалация на междусъюзническия конфликт, непосредствено след боя при Нигрита българското и гръцкото правителство излъчват смесена комисия за установяване на разделителна линия между двете армии. Комисията приключва дейността си в края на април (10 май по нов стил) без резултат. Струпването на войски в района продължава и през май 1913 г. се стига до по-мащабно стълкновение при Ангиста.